# Chantier naval de Long Beach

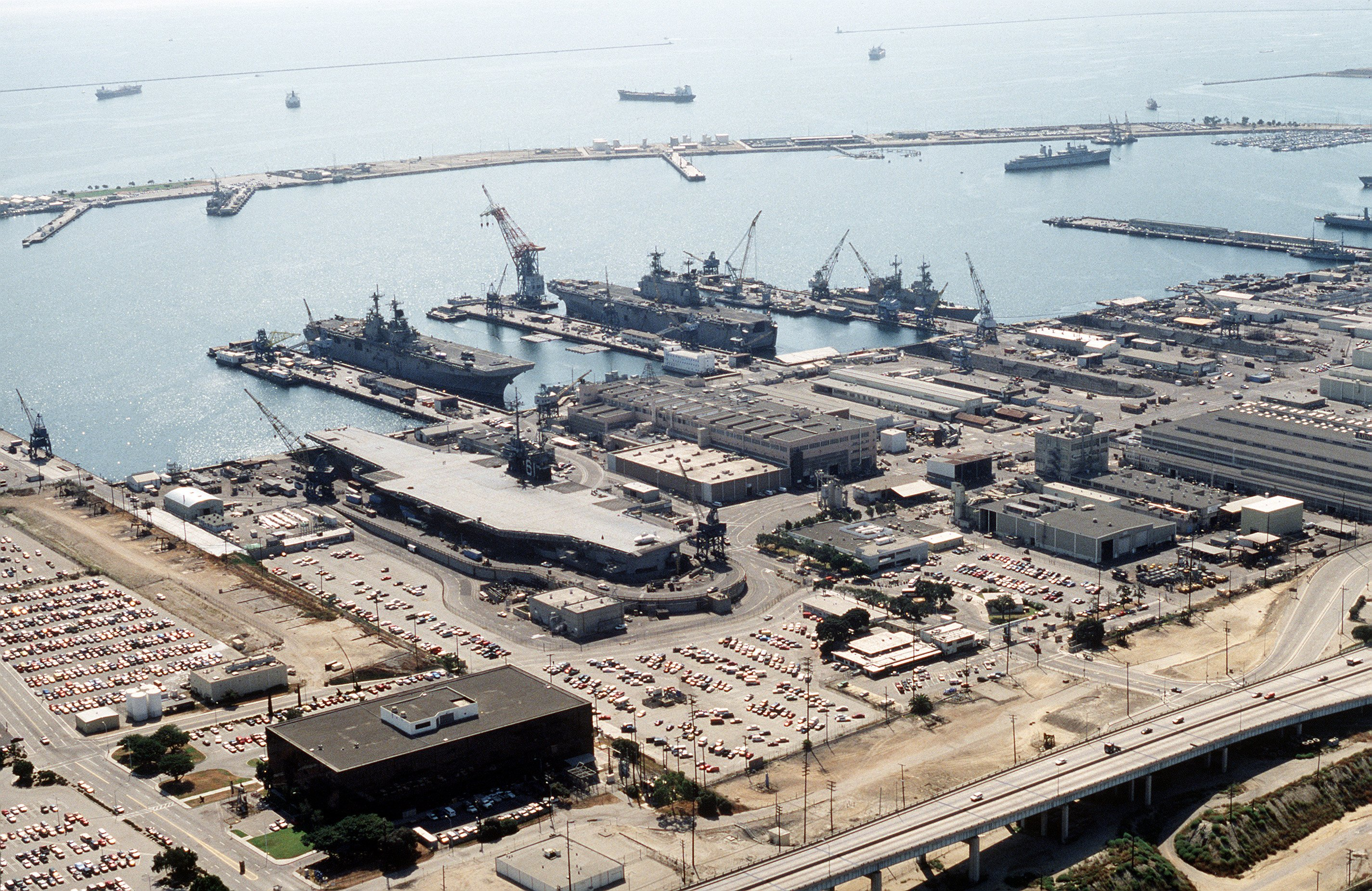
Le chantier naval de Long Beach en 1993. L' y est visible.

Le chantier naval de Long Beach (en anglais : Long Beach Naval Shipyard) est un chantier naval situé sur Terminal Island entre la ville de Long Beach et le quartier de San Pedro à Los Angeles, au sud de l'aéroport international de Los Angeles.
Construit en 1943 et fermé en 1997, son rôle principal était la révision et l'entretien des navires de surface conventionnels de l'United States Navy, mais il a aussi servi de port d'attache pour plusieurs navires auxiliaires pendant son histoire.